# Alexandre Tchoudakov

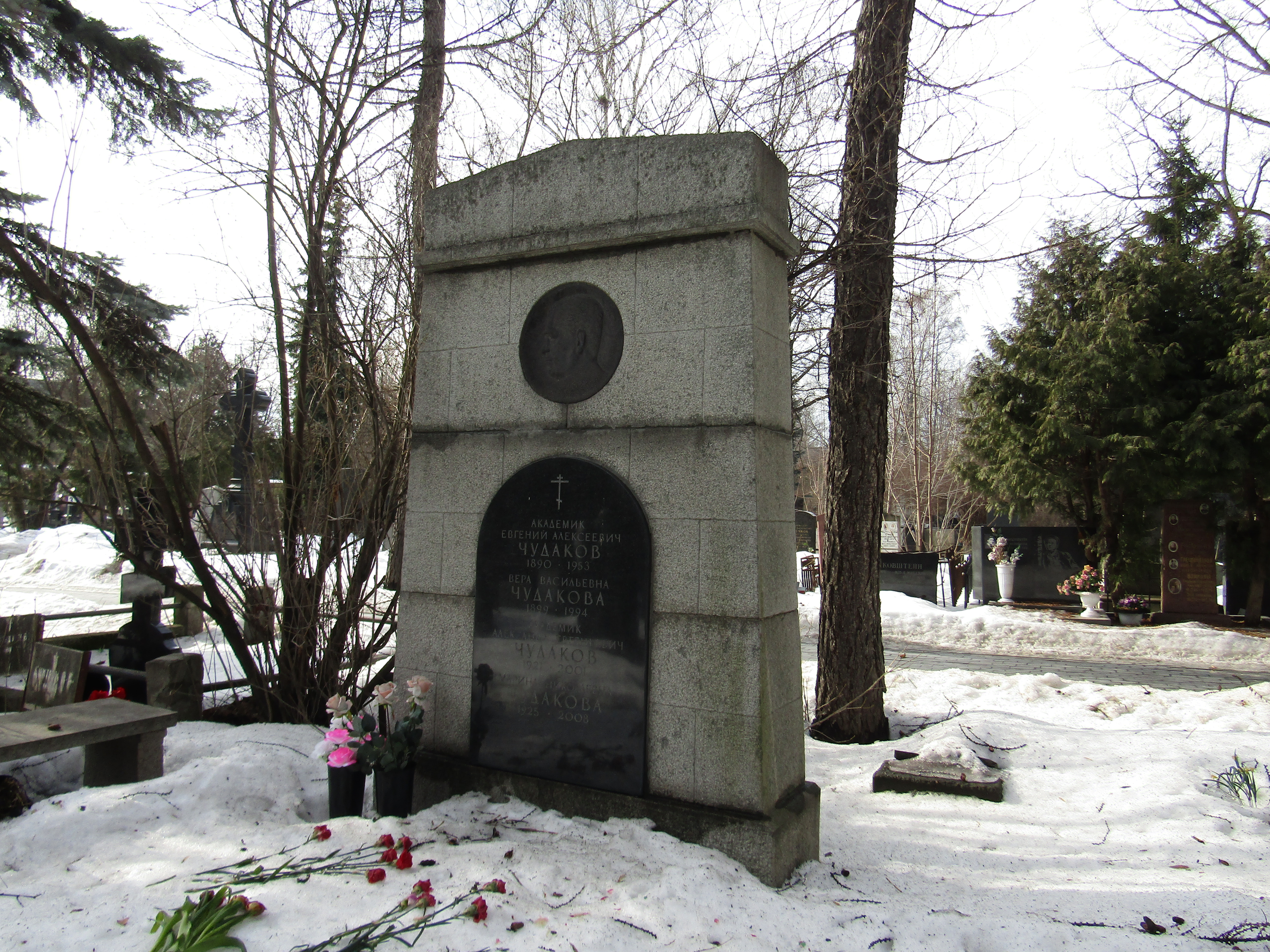
Tombe d’Alexandre Tchoudakov

Alexandre Pavlovitch Tchoudakov (en russe : Алекса́ндр Па́влович Чудако́в), né le 2 février 1938 à Chtchoutchinsk, en République socialiste soviétique kazakhe, et décédé le 3 octobre 2005 à Moscou, était un littérateur et écrivain russe, spécialiste de l'œuvre de Tchékhov. Il était marié à la critique littéraire Marietta Tchoudakova (ru).

## Biographie
Il est diplômé en 1960 de la faculté de philologie de l'Université d'État de Moscou. Dès 1964, il travaille à l'Institut de littérature mondiale Gorki et enseigne à l'Université d'État de Moscou et à l'Institut de littérature Maxime-Gorki. Il obtient son doctorat en philologie en 1983. À partir de 1987, il enseigne la littérature russe dans des universités européennes et américaines.
Tchoudakov est l'auteur des ouvrages suivants: «Поэтика Чехова» (La Poétique de Tchékhov) en 1971, «Мир Чехова: Возникновение и утверждение» (Le Monde de Tchékhov: Naissance et confirmation) en 1986 et «Слово — вещь — мир: от Пушкина до Толстого» (Mot — chose — monde : de Pouchkine à Tolstoï) en 1992. De plus, il a publié plus de 200 articles sur l'histoire de la littérature russe et a préparé et commenté des recueils des œuvres de Chklovski et de Tynianov.
En 2000, le magazine Znamia publie son roman «Ложится мгла на старые ступени» (La Brume se couche sur les vieilles marches...), qui sera proposé l'année suivante pour le prix Booker russe. C'est pour ce même roman qu'il reçoit à titre posthume le prix Booker de la décennie.
Tchoudakov meurt le 3 octobre 2005 d'un traumatisme crânien dont la cause est encore inconnue. Il est enterré au cimetière Vostriakovo de Moscou.

## Œuvres en français
- Anton  (trad. Catherine Guetta & Macha Zonina), Christian Bourgois, 2003, 648 p. (ISBN 978-2-267-01693-2, BNF 39043015)